# Torsten Reißmann
Torsten Reißmann (n. 23 februarie 1956, Potsdam, RDG – d. 8 octombrie 2009, Brandenburg an der Havel, Brandenburg, Germania) a fost un judocan german. Reißmann a fost de patru ori campion național al RDG-ului, iar între anii 1975 și 1982 a fost de patru ori campion european la categoria semiușoară (-66 kg). 
Reißmann s-a născut în Potsdam, având trei frați și o soră. După cele 10 clase obligatorii, a urmat o școală profesională, obținând calificarea de mecanic auto. Sportiv de performanță a devinit în timpul serviciului militar, la clubul sportiv ASK Vorwärts Frankfurt, unde a avut gradul de locotenent. Ulterior a fost învățător la o școală primară, unde a predat până când s-a îmbolnăvit în anul 2001 de demență. 

## Titluri obținute
- Campion european în 1975, 1978, 1980 și 1982
- La Campionatul Mondial din 1975 ocupă locul III
- La Jocurile Olimpice din 1980 locul V